# 以色列—哈瑪斯戰爭時間線 (2023年)
2023年10月7日，巴勒斯坦武裝組織哈马斯從加沙地带對以色列發動大規模軍事攻擊。
本條目列出以色列—哈瑪斯戰爭在2023年的發展。關於戰爭在2024年的發展，參見以色列—哈瑪斯戰爭時間線 (2024年)。

## 2023年10月

### 10月7日
以色列標準時間上午6:35，以色列南部和中部響起空襲警報。與此同時，哈馬斯軍事部門領導人穆罕默德·德伊夫發表長達十分鐘的錄音講話，表示袭击是对以色列“亵渎阿克萨清真寺”，以及以色列2023年杀伤数百名巴勒斯坦人的回应。他呼吁巴勒斯坦人和以色列的阿拉伯人“驱逐占领者，拆除隔离墙”。他还表示：
|  | 鉴于针对我国人民的罪行仍在继续，鉴于占领的狂欢及其对国际法和决议的无视，鉴于美国和西方的支持，我们决定结束这一切，这样敌人就明白，他不能再肆意狂欢而不被追究责任。 |

，呼籲巴勒斯坦人使用任何武器攻擊以色列定居點。
上午7:00：以色列雷姆基布兹附近的「超新星蘇庫特節」（Supernova Sukkot Gathering）周末戶外恍惚音樂節遭到哈馬斯武裝分子襲擊，當時有返3000至5000人參與音樂節，當中至少有260人被殺，部分人被綁架。 
上午7:40：以色列國防軍宣佈，哈馬斯武裝分子已經進入以色列南部，並要求斯德洛特和其他城市的居民留在家中。
上午8:15：耶路撒冷響起空襲警報，火箭彈墜落在西部森林。
上午8:23：持續多輪的火箭彈襲擊仍在繼續。以色列宣佈進入戰爭戒備狀態，動員預備役人員。
上午8:34：以色列宣佈開始針對哈馬斯採取行動。
上午10:47：以色列空军派出戰鬥機空襲加沙。
上午11:35：以色列总理本雅明·内塔尼亚胡在战争第一天向全国发表电视讲话：
|  | 以色列公民们，我们正处于战争状态，不是一次行动，也不是几轮袭击，而是战争，今天早上，哈马斯对以色列国及其公民发动了一次凶残的突然袭击。 |

他继续宣告，以色列正“团结一致面对恐怖主义”，并“将以哈马斯的所有阵地为目标。我们将把加沙变成一座荒岛。我要对加沙公民说：你们必须马上离开。我们将瞄准加沙地带的每一个角落”。
中午12:21：以色列國防軍開始奪回以色列南部城市。據估計，至少有1200枚火箭從加沙發射。
下午2:29：美國國家安全委員會發表聲明，譴責恐怖襲擊並重申美國對以色列的支持。
下午6:08：美國總統拜登與以色列總理內塔尼亞胡通話，表達哀悼，並表明美國對以色列的支持「堅定不移」。
以色列情報局前局長埃夫拉伊姆·哈勒維称，至少有3,000枚炮弹从加沙发射。此次火箭弹袭击造成至少五人死亡。据报道，加沙地带周围地区和沙龙平原包括盖代拉、海爾茲利亞、特拉维夫和亚实基伦在内的数个城市发生爆炸。贝尔谢巴、耶路撒冷、雷霍沃特、里雄莱锡安和帕勒马希姆的空军基地亦启动了空袭警报。哈马斯随后对外发出了武装呼吁。高级军事指挥官穆罕默德·代夫呼吁“世界各地的穆斯林发动袭击”。枪手还在加沙地带附近向以色列船只开火。加沙围墙东端亦爆发了巴勒斯坦人和以色列国防军之间的冲突。
与此同时，巴勒斯坦武裝分子使用卡车、皮卡、摩托车、推土机和滑翔伞从加沙潜入以色列。据事發當時影像，有数名身着黑色疲劳服、全副武装的蒙面武装分子乘坐皮卡在斯德洛特开火，造成数名以色列平民和士兵死亡。来自加沙的一段视频显示，一名以色列士兵的尸体遭到高喊“真主至大”的人群踩踏。其他视频则显示了一名以色列士兵被从一辆燃烧的以色列坦克拖拽而出，以及武装分子驾驶以色列军用车辆的画面。据报道，武装分子还在一户外自然节上开火。在貝埃里和奈提哈萨拉也发现了渗透者，据报道，他们在那里劫持平民并纵火焚烧房屋和加沙地带周围的集体农场。
以色列军方发言人表示，来自加沙的武装分子从陆地和海上入侵了四个位于以色列的小型农村社区、边境城市斯德洛特和两个军事基地。以色列媒体报道称，共有有七个社区处于哈马斯的控制之下，其中包括纳哈勒奥兹、克法阿扎、Magen和Sufa Beheri。据报道，由于斯德洛特警察局和埃雷兹过境点皆被哈马斯控制，武装分子得以从加沙进入以色列。以色列警察局长科比·沙布泰表示，目前以色列南部有21个活跃的高度冲突地点，包括以色列驻加沙占领军 - 加沙师师部驻地“拉伊姆”军事基地。
以色列空军襲擊加沙地带多座建筑物，以色列政府表示将切断对加沙的电力、燃料和物资供应。约旦河西岸有以色列人遭遇零星襲擊。
以色列军事政治内阁正式颁布“40 Aleph”条款，宣布国家进入“战争状态”。上一次该条款的颁布是50年前1973年的赎罪日战争。一名以色列国防军发言人向媒体透露：以军正在准备一举“摧毁整个加沙地带”，拿下加沙并消灭里面的一切“恐怖分子”。
战争发生时，以色列和沙特阿拉伯正在进行关系正常化谈判，沙特阿拉伯王储穆罕默德·本·薩勒曼一度表示，两国关系正常化“第一次变得真实”。战争发生后，沙特阿拉伯外交部在一份声明中表示，沙特“一再警告以色列对加沙的持续占领将推动进一步的暴力”。

### 10月8日
聯合國安理会举行紧急闭门磋商会议。
以色列政府下令疏散居住在加沙地帶附近的居民，  以色列國防軍表示，已動員超過30萬名預備役軍人，目標是消除哈馬斯的軍事能力並推翻其對加沙地帶的統治，並對約旦河西岸實施封鎖。以色列軍方發言人凌晨表示，目前以軍仍在境內22個地點「從海上、陸地和空中」與巴人武裝份子交戰，並暗示正計劃對加薩發動地面攻擊。
以色列總理納坦雅胡凌晨表示，哈瑪斯發動的攻擊前所未見，矢言採取「強烈報復」，並表示，哈瑪斯對以色列發動「殘酷而邪惡的戰爭」，「我們會贏得這場戰爭，但代價會極為慘重」。亦任命前准將加爾·赫希為政府處理失蹤和被綁架公民問題的負責人。
加薩走廊衛生部，當地的死亡人數已上升至232人。
美國國防部已經下令派出核動力航空母艦福特號航母群到東地中海，做好協助以色列的準備。

### 10月9日
以色列德魯茲第91師第300旅副旅長阿利姆·阿卜杜拉在真主黨襲擊邊境時身亡。
以色列總理尼坦雅胡表示，以國軍隊正以「前所未見」的軍力攻擊哈瑪斯，直指「敵人想要戰爭，這就是他們會得到的」，以色列反擊空襲哈瑪斯控制的加薩走廊「只是開端而已」，但仍然有「一些巴勒斯坦槍手在以色列境內」。
以色列國防部長約阿夫·加蘭特宣佈，全面封鎖加沙地帶，切斷電力並阻止食品和燃料進入，直指「我們正與宛如畜生的人戰鬥，這是加薩的伊斯蘭國 ，我們正在採取相應行動。」 以色列軍方發表聲明表示，以色列國防軍夜間以戰鬥機、直升機、飛行器和炮彈攻擊超過500個哈瑪斯和伊斯蘭聖戰組織在加薩走廊的據點，並和哈瑪斯武裝分子在加薩周遭至少7處發生激烈戰鬥。以色列空军派出C-130和C-130J重型運輸機，接回數百名正在歐洲休假的以色列國防軍人員。 加沙地带的电信大楼被以色列摧毁，造成整个加沙地带的网络线路被切断。
以色列駐美大使館發言人表示，哈瑪斯向以色列發動大規模襲擊，死亡人數迄今已達到900人。
巴勒斯坦武裝組織哈瑪斯發言人奧貝達發布聲明，表示以色列若「不事先警告」就空襲民宅，武裝組織便會處決一名以色列平民人質，且畫面將全程公開放送。巴勒斯坦衛生當局發言人表示，以色列對加薩走廊的軍事行動，至今已造成近690人死亡，另有3700人受傷。
埃及政府決定無限期關閉與加薩走廊的邊境，以色列對加薩地區的轟炸對過境點埃及一側造成影響，局勢變得相當危險，埃及與加薩走廊、以色列接壤的邊境地區已進入高度警戒狀態，確保巴勒斯坦人不會試圖滲透到埃及境內。
美國白宮表示，美國不打算軍事介入以巴衝突，但正增援以色列軍火。

### 10月10日

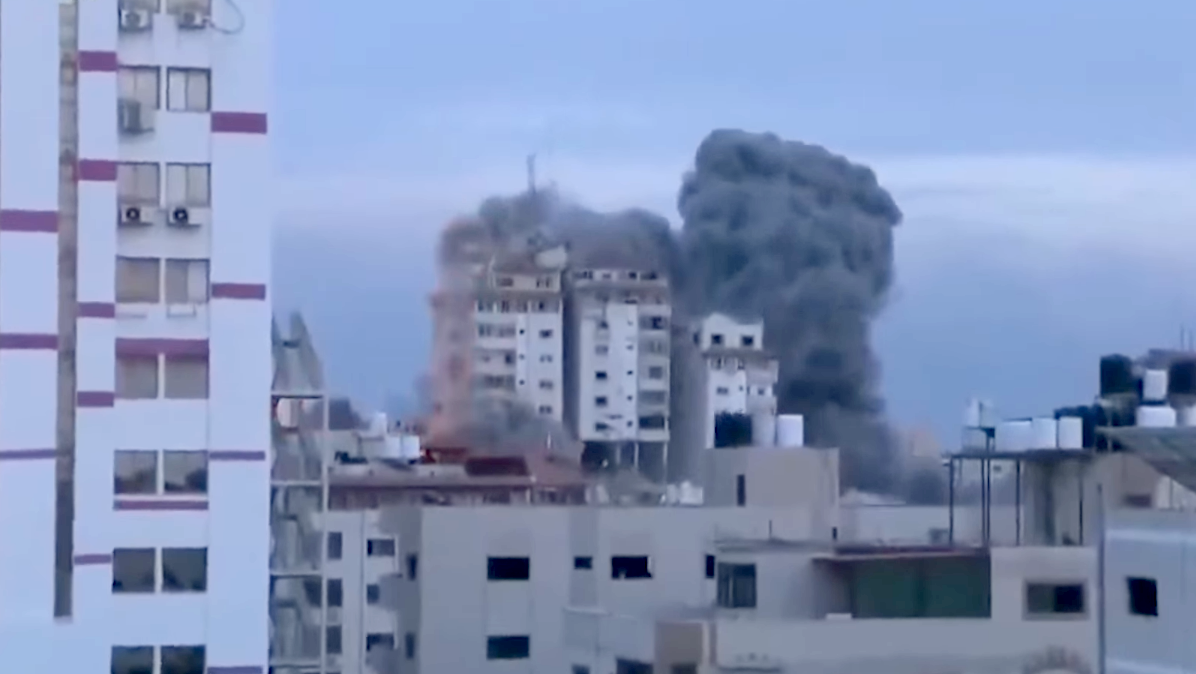
加薩地帶的建築物被以色列導彈夷為平地

以色列總理尼坦雅胡再度示警，直指未來幾天內採取的行動「將令敵人後代聞之喪膽」。以色列國安部長班-格維宣布，自當地時間10日起，將向邊境社群、猶太人與阿拉伯人混居城鎮的志願者發放萬把突擊步槍，第一輪預計發放4000把，接下來還會陸續分發至少6000把。
以色列军方表示，夜间对加沙地带200多个地点发动空襲。空襲造成至少两名巴勒斯坦记者以及两名哈马斯高级官员死亡。以色列方面則表示空袭加沙时摧毁了哈马斯用于识别飞机的探测系统，以色列境内发现约1,500具哈马斯武装分子的尸体。
美國總統拜登在記者會上表示，「哈馬斯並不代表巴勒斯坦人民的尊嚴和自決權。其既定目的是消滅以色列和謀殺猶太人。」  並描述哈馬斯的攻擊是「邪惡行為」。 
巴勒斯坦武裝組織哈瑪斯一名高級官員表示，「組織已達成目標」，對「是否願意談判停火」和「所有政治對話」皆保持開放態度，願意就與以色列停戰的可能性進行討論。 哈马斯继续对以色列发射火箭弹。
也門胡塞武裝領導人宣佈，美國對加沙的任何干預都會導致胡塞武裝介入此次衝突。 
歐洲聯盟外交與安全政策高級代表表示，歐盟各國外長呼籲以色列不要切斷對加薩「水、食物和電力」供應，並要求為嘗試逃離該區的民眾建立人道走廊，以色列有權防衛，但須遵守國際法、人道主義法。

### 10月11日
以色列總理內唐亞胡與反對黨領袖甘茨宣布共組「戰時內閣」，強調現在處於戰爭非常時期，國防部長加蘭特誓言要將哈瑪斯「從地球上抹除」。
以色列戰機襲擊並摧毀加沙伊斯蘭大學的幾座建築。以色列傳媒報道，在卡法阿扎大屠殺的死者中有兒童。以色列軍隊襲擊加沙與埃及拉法邊境口岸。
巴勒斯坦衛生部估計加沙地區的死亡人數為1,055人，受傷人數為5,184人。面對以色列國防軍從陸地、空中和海上的轟炸，超過2,600名加沙居民離開家園。巴勒斯坦加薩走廊電力當局表示，在以色列轟炸及包圍下，加沙唯一發電站停止運行。
教宗方濟各呼籲釋放所有人質，並對加沙的「全面封鎖」表示擔憂。
黎巴嫩真主黨對「精確導彈」襲擊負責。
多國媒體報道，17名英國國民死亡或失蹤，14 名泰國國民據報被劫為人質。
兩名巴勒斯坦人在東耶路撒冷被以色列邊防警察開槍打死。
美國與埃及就通過加沙過境點的人道主義走廊舉行會談。 

### 10月12日
以色列軍方跟駐外單位表示，巴勒斯坦武裝組織哈瑪斯成員在犯下兇殘暴行的現場留下伊斯蘭國的旗幟，並且再度重申「哈馬斯比伊斯蘭國更糟糕」的說法。
以色列空军空袭位于叙利亚的大马士革国际机场与阿勒颇国际机场，损坏机场跑道，导致两个机场陷入瘫痪状态，俄罗斯表示以色列袭击违反国际法。

### 10月13日
聯合國凌晨表示，收到以軍通知，要求約110萬名住在加沙北部的巴勒斯坦人，在24小時內轉移到南部。以軍未透露發出警示的原因，但已加緊在加沙邊境部署坦克，預料是為發動地面戰做準備。命令加薩走廊中部季節性水道瓦第加薩以北的“所有加沙平民”，约110萬巴勒斯坦人在24小时内撤离至南部，這項命令同樣适用于所有联合国人员以及联合国设施中的所有人员。聯合國批評，是「強人所難」：「以色列的命令會造成毁灭性人道主义后果。」。聯合國秘書長古特雷斯表示，國際人道主義法和人權法必須得到尊重和維護，平民必須得到保護，絕不能被用作盾牌，以色列軍方的疏散命令極其危險和根本不可能。以色列方面則回應：「聯合國的反應是『可恥』的，以色列的公民遭到哈马斯恐怖分子的屠杀，聯合國卻沒有和以色列站在一起。」撤离範圍包括加薩走廊最大的城市加薩市和兩個大型難民營加巴里雅和比齊難民營，以及東北部鄰近以色列邊界的貝特漢諾和拜特拉西亞，還有至少有6間醫院、約20多間大型醫療診所，而加薩走廊只有一條南北向的公路，想要離開的人必需要走這條路，而現在加薩地區的燃料非常稀少，加薩市市區及其他地方也被炸得面目全非，再加上以色列不停持續空襲，民眾根本不能安全離開，撤離難度很高。巴勒斯坦武裝組織哈馬斯則表示，以軍的警示是「虛假宣傳」，呼籲民眾切勿相信。
以色列軍方警告靠近黎巴嫩邊境的村莊居民躲在家中，鎖上門和窗戶，表示疑似有武裝進入，鄰近的邊境圍欄發生爆炸，遭到輕微損壞，以軍亦炮擊邊境對面達伊拉的一個黎巴嫩軍隊觀察哨所。 波及外國媒體記者團，路透社一名攝影記者Issam Abdullah被以军炮火炸死，攻擊發生時，記者都穿著印有媒體標籤的背心，另有半島電視台、路透社和法新社各2人，共6名記者受傷。以色列國防軍承認13日向黎巴嫩發射砲彈，但沒有回應與受害者相關的其他問題。同日，在特拉维夫报道加沙战事的BBC摄制组被以色列警察持槍攻擊，當時三名記者組成的團隊乘坐一輛「明顯標記為媒體」的車輛前往酒店，在停車期間被警察“從車上拖出來”，接受搜查並被用枪推到牆上。一名記者表示，當他試圖拍攝這一事件時，一名警官將他的手機扔到了地上。
以色列軍方發言人表示，部隊將盡力限制襲擊規模，以使加沙地帶北部的撤離過程更加安全。以色列軍隊在加沙使用無人機投放傳單，警告居民「立即」逃往南部，「立即撤離家園，前往加沙以南。」以色列軍方表示，自10月7日哈馬斯發動襲擊以來，以色列已向加沙地帶投放6000枚炸彈，幾乎相當於美國一年內在阿富汗使用的炸彈數量。以色列軍隊表示，自7日以來，至少已有258名以色列士兵在與巴勒斯坦武裝分子的戰鬥中喪生。以色列国防军還表示10月12日夜间至13日凌晨，以军对加沙地带哈马斯和其他组织的约750个目标發動空袭。以色列陸軍在加薩走廊附近集結梅卡瓦主力戰車與M109自走砲，並每30秒就砲轟一次，準備發動地面反擊，以殲滅哈馬斯，以色列陸軍司令表示：「現在是時候開戰了。」
巴勒斯坦武裝組織哈馬斯表示，向以色列阿什凱倫市發射150枚火箭彈。哈馬斯武裝派別卡薩姆旅表示，在過去24小時內，以色列對加沙的襲擊，導致13名俘虜死亡。加沙衛生部表示，加沙地區死亡人數已上升至1799人，6388人受傷。
約旦河西岸的雷馬拉、那不魯斯、圖卡門、希伯仑等城鎮爆發了衝突。約旦河西岸各地有民眾集會，聲援加薩走廊，期間有9名巴勒斯坦人遭到以色列部隊射殺身亡。
巴勒斯坦衛生部長表示，加沙正面臨人道主義和健康災難，敦促所有國家和人權組織立即向被封鎖的加沙地區，提供醫療和緊急援助。巴勒斯坦約旦河西岸衛生部表示，以色列的最新槍擊事件導致約旦河西岸9名巴勒斯坦人死亡。巴勒斯坦約旦河西岸紅新月會表示，已有超過124名巴勒斯坦人受傷。
土耳其總統埃爾多安表示，第一架載有土耳其援助的飛機已經抵達埃及，需要以色列允許人道主義援助透過埃及的拉法過境點進入加沙地帶，並形容要求撤離加沙地帶北部的軍事命令不可接受的。梵蒂岡國務卿提出，在以色列和哈馬斯武裝分子之間進行調解，以釋放加沙的人質，並促進和平，並表示以色列對哈馬斯的「不人道」襲擊，任何反應都必須尊重「比例性」。歐盟高級外交官員博雷利表示，以色列要求超過100萬巴勒斯坦人在24小時內遷移至加沙地區南部，是「不現實的」。阿拉伯聯盟秘書長表示，以色列的撤離令相當於強迫轉移，屬於戰爭罪行。
美國國務卿安東尼·布林肯同日訪問以色列，總理納坦雅胡向他展示死嬰照片，控訴哈馬斯上週末在以色列殺害這些嬰兒，納坦雅胡還在會面時提到要消灭哈马斯。
挪威難民委員會表示，以色列軍方要求加沙北部的120萬平民在24小時內搬遷到南部，沒有任何安全或返回的保證，相當於強迫轉移，屬於戰爭罪行。無國界醫生表示，接獲以色列軍隊通知，推遲加沙醫院的疏散令，直到當地時間14日早上6點。國際特赦組織證實，以色列軍事部隊在加沙使用被禁止的白磷彈。聯合國兒童基金會表示，以色列對加沙的轟炸受害者中，包括大量兒童，敦促「立即停止」暴力。世界衛生組織表示，加沙當地衛生當局已通知組織，無法將易受感染的患者從加沙地帶北部的醫院轉移出去。联合国人道主义事务协调办公室（OCHA）表示，在以色列军方发出加沙人民撤离警告之后，据估计已有数万人逃往加沙地带南部。
正在黎巴嫩访问的伊朗外长阿卜杜拉希扬强调，黎巴嫩和伊朗一致认为，有必要立即停止占领者对手无寸铁的巴勒斯坦人民犯下的战争罪行，对加沙的侵略将引发地区战争。阿卜杜拉希扬還在黎巴嫩會見黎巴嫩真主党总书记赛义德·哈桑·纳斯鲁拉以及哈马斯军事领导人萨利赫·阿鲁里和杰哈德领导人齐亚德·纳哈利赫。

### 10月14日
以色列軍方指出，地面部隊過去24小時內已對加薩進行突襲，總理尼坦雅胡表示：「報復行動才剛開始。」他還视察了加沙地带附近的一处以军步兵兵营。以色列國防軍也發布影片顯示，以色列海軍精銳突擊隊Shayetet13攻入加薩走廊安全圍欄周圍地區，救出250名人質，並且擊斃巴勒斯坦激進組織哈瑪斯分子，又指哈馬斯在加沙仍然挾持超過120名平民。以色列军方发言人宣布，哈马斯的一名高级军事官员在过去24小时内被以色列空军击毙。
巴勒斯坦自治區衛生部指出，自哈瑪斯越界攻擊以色列並遭以色列回擊空襲加薩以來，已造成當地至少1900人喪生，包括614名兒童在內。半岛电视台记者表示，在以色列发出加沙地帶北部撤離警告后，数千名巴勒斯坦平民逃离加沙北部。哈马斯官员称，以色列对逃离加沙城的车队发动空袭，造成至少320人死亡，其中大部分是妇女和儿童。以色列军方表示，已看到加沙巴勒斯坦平民大规模往南移动。世界衛生組織譴責以色列下令疏散加沙北部22家醫院，正在治療的2000多名住院病人，疏散加沙患者相當於向他們「判處死刑」。哈马斯政治局领导人伊斯梅尔·哈尼亚呼吁巴勒斯坦人不要离开加沙地带北部。
以色列軍方表示，在巴勒斯坦約旦河西岸城鎮杰里科進行軍事行動。以色列军方发言人還表示打死数名试图从黎巴嫩越境进入以色列的武装人员。以军還表示准备从海陆空对加沙地带发起全面行动。
美國總統拜登分別與以色列總理內塔尼亞胡和巴勒斯坦自治政府主席阿巴斯通電話。哈马斯政治局领导人伊斯梅尔·哈尼亚在多哈会见伊朗外交部长侯赛因·阿米尔-阿卜杜拉希扬。阿卜杜拉希扬認為哈马斯袭击以色列是“历史性胜利”。阿卜杜拉希扬還表示，如果以色列继续在加沙地带進行地面行动，伊朗将不得不进行干预。
黎巴嫩真主党和以色列军队在黎以边境地区继续交火。黎巴嫩真主党向以色列萨巴阿农场发射炮弹和火箭弹，以军的炮弹击中黎南部边境一村庄，造成一对黎巴嫩老年夫妇死亡。真主党一名成员在衝突中丧生。
美国派遣“艾森豪威尔”号航空母舰驶向地中海东部，这是阿克薩洪水行動爆發后，美国向地中海东部部署的第二艘航空母舰。
数千名巴勒斯坦支持者在华盛顿、洛杉磯举行親巴勒斯坦示威游行。此前一天也有数百人在纽约举行示威活动。白宫附近也有人举行支持以色列的抗议活动。
沙特阿拉伯暂停由美国推动的沙特以色列关系正常化谈判。
晚上，以色列国家安全顾问承認以色列国家安全委员会在哈马斯10月7日對以色列攻击前没有掌握任何情报信息，是整个以色列情报界的误判，国家安全委员会将对情報工作上的疏忽进行审查。
夜里约11时35分，以色列从地中海方向对敘利亞阿勒颇国际机场实施了空袭，造成机场部分设施受损，另有五人受伤。阿勒颇机场暂时停运。

### 10月15日
内塔尼亚胡首次召開紧急战时内阁会议，他在會議上再次表示要摧毀哈馬斯。
以色列軍方表示，本週在加薩走廊的行動尋獲一些被哈馬斯綁架的人質遺體，官員則稱，發動全面性地面入侵前，將給平民更多時間撤離加薩走廊北部地區。同時30萬以色列軍隊在加沙邊境附近集結，以色列坦克移近加沙围栏。以色列国防军表示60多万巴勒斯坦人已经从加沙地带北部撤离。
與此同時戈蘭高地再次遭到敘利亞使用火箭彈攻擊並引發空襲警報，以色列軍方表示，後來以軍隨即發動反擊。而黎巴嫩真主黨也再次宣布砲擊以色列北部陣地，導致一名以色列人死亡，三人受伤。
经以色列总理本雅明·内塔尼亚胡和美国总统乔·拜登协商后，以色列政府决定恢复加沙南部部分地区的自来水供应。
美国驻耶路撒冷大使馆将开始通过海路将美国国民从海法疏散至塞浦路斯。美國总统拜登与巴勒斯坦民族权力机构主席马哈茂德·阿巴斯通话，讨论对加沙人道援助的需要。美国空军宣布将向中东当地额外部署F-15E战斗机、A-10对地攻击机，而装备A-10攻击机的第354远征战斗机中队已飞抵中东。
伊朗外长阿卜杜拉希扬在多哈会晤卡塔尔埃米尔谢赫塔米姆·本·哈马德·阿勒萨尼时说，如果以色列继续对加沙地带人民发动袭击，没人能保证可以控制局势以及冲突不会扩大。

### 10月16日
以色列军队从15日夜间至16日上午在约旦河西岸多个地区扣押了70名巴勒斯坦人，其中包括2名记者。自10月7日巴以双方爆发冲突以来，以色列军队在约旦河西岸扣押了约540名巴勒斯坦人。以色列軍方發言人表示，以色列地面部队正在南部地区演练，軍方是否進攻以及進攻時間取決於高層的「政治決定」。以色列空袭炸死哈马斯加沙南部地区安全机构负责人穆塔兹·艾德、哈马斯协商会议负责人乌萨马以及汗尤尼斯情报总局局长，而且空襲摧毁加沙地带北部250多个目标。卡桑旅表示向特拉维夫、耶路撒冷、贝尔谢巴和阿什凯隆等地发射了100多枚火箭弹。
以色列否认會因人道主义援助而停火。一支2000人的美国海军陆战队快速反应部队前往以色列沿海海域。
巴勒斯坦总理呼吁开辟安全通道，用于撤离伤员和提供人道主义援助。
黎巴嫩真主党表示对以方5个军事据点进行了打击，造成了人员伤亡，并摧毁数个以军监控摄像头。以色列军方宣布疏散以色列北部与黎巴嫩接壤边境地带的居民。
以色列安全内阁于20时再次在特拉维夫军事总部召开会议。
哈马斯发言人声称，哈马斯扣押了约200名人质，还有数十名人质掌握在不同派别手中。
联合国安全理事会就以哈冲突举行紧急会议，并就俄罗斯起草的一项决议草案进行表决。这份决议草案呼吁以色列和哈马斯立即停火；强烈谴责针对平民的一切暴力和敌对行动，以及一切恐怖主义行为；呼吁安全释放所有人质。在安理会15个理事国中，中国、俄罗斯、阿拉伯联合酋长国、加蓬、莫桑比克投了赞成票；美国、英国、法国、日本投了反对票；阿尔巴尼亚、巴西、厄瓜多尔、加纳、马耳他、瑞士投弃权票。由于表决没有获得至少九票赞成，草案未获通过。
美国总统拜登抵达以色列特拉维夫訪問。

### 10月17日
凌晨，以色列军方表示深夜对黎巴嫩真主党目标发动空袭。
阿赫利阿拉伯医院爆炸，造成數百人傷亡。约旦国王阿卜杜拉表示，不要试图将巴勒斯坦难民推入埃及或约旦，而且人道主义问题必须在加沙和约旦河西岸得到解决。
联合国近东巴勒斯坦难民救济和工程处在加沙地带開設的学校遭到以色列国防军空襲，造成6人死亡。

### 10月18日
美國總統拜登與總理內塔尼亞胡會面。內塔尼亞胡表示，以色列會致力避免加沙平民傷亡。拜登表示哈馬斯的「暴行」超越伊斯蘭國，又指加沙醫院被炮火擊中是恐怖組織所為。拜登表示支持以色列和 巴勒斯坦人民的合法愿望，但他没有呼吁停火。 
哈馬斯證實，保安部隊領袖穆海桑於空襲中身亡；以軍在西岸扣留懷疑與哈馬斯有關的數十人。
巴西起草巴以局势决议草案，草案反对并谴责哈马斯發動的阿克薩洪水行動以及劫持人质行为，呼吁立即无条件释放所有人质，呼吁取消要求平民和联合国工作人员撤离加沙河以北加沙所有地区并迁往加沙南部的命令。該草案获得12个安理会成员赞成，但美国投了否决票，决议未获通过。
以色列安全内阁决定以色列将不会阻拦人道救援物资从埃及进入加沙地带，但将阻止物资落入哈马斯手中。美以共同提出把加沙人转移到埃及，但遭到埃及反对。

### 10月19日
英国首相苏纳克访问以色列。以色列總理內塔尼亞胡表示 "哈马斯是新纳粹"。以色列國防部長在視察軍隊時表示很快會對加沙發動地面進攻。
美国卡尼号驱逐舰在红海巡逻时击落胡塞武装从也门发射的三枚巡航导弹和数架无人机，这些导弹的目標是以色列。
位于加沙的一個希腊正教會教堂遭到以色列空军袭击。加沙官员称，以色列对教堂的空袭造成至少8人死亡。
以色列军队在图勒卡尔姆附近的难民营开展搜捕行动时与巴勒斯坦人发生冲突。期間以色列无人机发动袭击，造成13名巴勒斯坦人死亡。

### 10月20日
联合国巴勒斯坦难民机构近东救济工程处表示，又有两名工作人员在加沙遇害，从而使自战争开始以来的遇难人数达到了16人。
以色列国防军称，以色列前一夜的空袭打击了超过100个哈马斯的目标，并打死了一名参与10月7日参与入侵以色列行动的哈马斯特工。
以色列政府批准法规，如果政府认定外国新闻频道损害国家安全，可以在紧急状态期间暂时停止其在以色列的运营。這一法規適用於以色列—哈瑪斯戰爭時期。
美国国务卿安东尼·布林肯宣布，两名自10月7日起被哈马斯绑架的美国人质获释，但仍有10名美国人下落不明。
联合国秘书长安东尼奥·古特雷斯抵達拉法口岸。
以色列国防部长约阿夫·加兰特表示，在消滅哈马斯后，以色列不會控制加沙地带。以色列方面還表示，以方在约旦河西岸逮捕80多人，其中包括60余名哈馬斯成員以及哈馬斯发言人优素福。以色列部队在以色列黎巴嫩边境遭到炮火袭击。随后以军对黎巴嫩真主党發動无人机袭击，打死3名真主黨成员。

### 10月21日
埃及发起巴勒斯坦问题峰会，召開地點位於新行政首都。埃及邀请约30个国家的领导人和联合国等国际组织负责人参会。
约旦河西岸爆发支持加沙的抗议活动，抗议者高舉法塔赫旗幟和俄罗斯国旗以及俄罗斯总统普京和朝鲜最高领导人金正恩的肖像。
二十辆卡车通过拉法口岸进入加沙地帶。卡車上裝載的是第一批人道主义援助物资（不包括燃料）。
卡桑旅發言人說，該組織曾經於10月20日通知卡塔爾，願意無條件釋放兩名以色列女性俘虜，但以色列拒絕接受。以色列總理內塔尼亞胡辦公室表示這是哈馬斯的虛假宣傳。
美国国防部长宣布，他已下令将德怀特·D·艾森豪威尔号航空母舰派往地中海东部。

### 10月22日
以色列战机空袭约旦河西岸一处清真寺。巴勒斯坦医护人员表示至少一人死于此次空袭。
以色列空袭大马士革国际机场和阿勒颇国际机场，造成1人死亡、1人受伤。
第二批人道主义援助物资抵达拉法口岸，這批物資裝載在17辆卡车上，其中一些卡車还装有運往加沙地帶的燃料。第二支援助车队进入加沙地带后不久，拉法口岸附近发生爆炸。
联合国近东巴勒斯坦难民救济和工程处表示該部門已有29人在巴勒斯坦地區遇難，其中一半是教師。
納夫塔利·貝內特表示加沙的人道主义危机与以色列无关，他還表示加薩走廊北部全面撤離令本身就是一项人道主义行动。 
由于真主党與以色列国防军持續衝突，又有14个以色列社区人員從黎以邊境撤離。5名真主黨武装人员在交火中身亡。
以色列方面表示，以色列在空襲中炸死哈马斯的一名高级指挥官穆罕默德·卡塔马什。
以色列对加沙地带北部贾巴利亚难民發動空袭，造成30人死亡，27人受伤。

### 10月23日
卡萨姆旅表示，它对以色列军队发动两次无人机袭击。以色列陆军电台证实收到了疑似无人机渗透的警报。
哈马斯又向红十字会释放了两名人质，這兩人都是以色列老年女性。他们的丈夫仍被囚禁。
以色列国防军与黎巴嫩真主党武装继续在双方边界一带展开交火。衝突爆發以來已導致近2万黎民众流离失所。

### 10月24日
联合国安理会就巴以局势举行高级别公开辩论。美國和伊朗互相指責對方加劇中東地區衝突。
特拉维夫等多地拉响防空警报。这是以色列—哈瑪斯戰爭爆发以来，特拉维夫等以色列中部地区遭遇的最大规模火箭弹袭击。
美国国防部新闻秘书表示，过去一周，美国驻伊拉克和叙利亚的部队遭到至少13次无人机或火箭袭击。在叙利亚的美国人有大约20人受轻伤，在伊拉克的美军人员有四人受轻伤。伊拉克阿萨德空军基地的一名美国合同工在躲避一次空袭误报时心脏病发作后死亡。
标准普尔宣布将以色列主权信用评级前景从“稳定”下调至“负面”。

### 10月25日
聯合國秘書長古特雷斯谴责哈马斯对以色列发动的袭击是“可怕且史无前例”的，同时他也承认袭击并非“凭空发生”，因為以色列对巴勒斯坦领土的占领长达数十年之久。他还批评以色列下令将平民从加沙地带北部撤离到南部。以色列官员得知古特雷斯的上述言論後要求联合国秘书长辞职，以色列外交部长也因此取消了原定与古特雷斯的会面。
联合国安理会先后就美国、俄罗斯分别提交的关于巴以局势的决议草案进行投票：俄罗斯草案没有达到足够票数；美国草案被俄罗斯、中国否决。以色列常驻联合国代表对俄中否决美国决议草案表示强烈不满，并批评俄罗斯的决议草案。
法国总统马克龙与埃及总统塞西反對以色列对加沙地带发动“大规模地面军事行动”。以色列也同意美国的请求，暂时推迟地面进攻加沙地带的计划。不過以色列总理内塔尼亚胡在向全国发表的讲话中表示，对加沙地带的地面进攻即将到来。黎巴嫩和以色列边界多地再次发生交火，黎巴嫩方面以军在袭击时使用了白磷弹。
土耳其总统埃爾多安表示哈马斯不是恐怖主义团体，而是一个保卫自家土地和人民的解放组织。他表示支持以色列的人是“杀人犯”、“脑子有病”。埃尔多安還宣布，取消所有访问以色列的计划。以色列外长指责埃尔多安的言論是在为恐怖主义辩护。

### 10月26日
以色列國防軍表示，以軍的坦克和部隊連夜短暫進入加沙北部襲擊250個哈馬斯目標。這次進入加沙超出了以軍此前每天都在邊境附近地區進行的“局部突襲”範圍，此前以色列國防軍主要是搜尋失蹤的以色列人的屍體以及清除哈馬斯在10月7日襲擊中留下的爆炸物。
為回应美國驻伊拉克和叙利亚美军遭到的一系列袭击，美国军方对伊朗伊斯兰革命卫队及其支持组织在叙利亚东部的两处设施进行了打击。
联合国大会恢复召开关于巴以冲突的紧急特别会议。

### 10月27日
联大以120票赞成、14票反对和45票弃权的表决结果通过了由约旦代表阿拉伯国家集团提交的一份联大决议草案。决议呼吁立即实行持久和持续的人道主义休战，呼吁撤销占领国以色列的撤离令，对任何强行迁移巴勒斯坦平民的企图。
以色列国防军发言人哈加里宣布，以军当晚扩大在加沙地带的地面行动规模，並且通过陆地和海上对加沙地带发起攻击。以色列繼續轰炸轟炸加沙地带各地。巴勒斯坦电信公司宣布，由于以色列战机密集轰炸，加沙地带所有通信和互联网服务完全中断。加沙地带武装组织向特拉维夫、里雄莱锡安等以色列中部城市以及靠近加沙地带的以色列城镇密集发射火箭弹。
美國紐約市猶太裔團體前往大中央總站抗議，要求以哈立刻停火，以色列立刻停止轟炸加薩走廊，而且要求以色列公平正義對待巴勒斯坦人，巴勒斯坦必須獲得自由。最終有數百名抗議者被捕。
兩架無人機落入埃及南西奈省，造成6人輕傷。
美军在叙利亚东部的两处军事基地遭到无人机与火箭弹袭击。

### 10月28日
以色列開始進攻拜特哈嫩以及布雷吉。以色列總理內塔尼亞胡在特拉維夫舉行的新聞發布會上宣布，隨着27日晚以軍更多地面部隊進入加沙地帶，以軍針對巴勒斯坦伊斯蘭運動哈馬斯的「第二階段戰爭」已經開始，目標是摧毀哈馬斯的軍事能力和領導層，將人質帶回家。以色列军方表示加沙城及周边地区已成为战场，再次呼籲平民從加沙地帶北部地區撤離。联合国秘书长古特雷斯谴责以色列对加沙的轰炸“空前升级”。
马斯克表示，SpaceX的星链服务将支持"国际认可援助组织"在加沙地带的通讯联系。
土耳其总统埃尔多安表示，以色列军队攻击加沙的行动是一场大屠杀，以色列政府的行为有如「战争罪犯」，以色列试图「消灭」巴勒斯坦人，而西方势力是这场大屠杀的罪魁祸首。以色列方面不滿土耳其总统的发言，下令从土耳其召回外交人员。
黎巴嫩真主党武装继续与以色列国防军在黎以边境一带展开交火。一枚炮弹落在联合国驻黎巴嫩临时部队的总部院内，但炮弹并未爆炸。不過總部仍然受交火波及，一名维和人员受傷。
卡桑旅表示，哈马斯愿与以色列就交换被扣押人员进行谈判，要求以方释放所有被关押在监狱中的巴勒斯坦人员，以交换被哈马斯扣押的人员。以色列国防军发言人表示，此舉是哈马斯方面的“心理战”。
以色列总理内塔尼亚胡在社交媒体平台X上再次声称，他没有得到政府安全部门负责人关于哈马斯即将在10月7日发动袭击的警告。結果這一言論招致以色列国内的批评。大约九个小时后，内塔尼亚胡删除了这条推文，并在不久后发表道歉声明。

### 10月29日
以色列国防军上午宣布，过去24小时内，以色列国防军的战斗机袭击了加沙地带超过450个哈马斯目標。加沙地带北部地区的网络与通信再次瘫痪。以军在加沙地带北部边界地区埃雷兹口岸附近打死多名从地道出现的武装人员。哈马斯向以色列纳哈勒奥兹等多个地区发射火箭弹。以色列军队在加沙地带北部遭到伏击。卡桑旅与以色列军队在加沙地带的西北部交战，卡桑旅表示打击了以军的两辆坦克。
黎巴嫩真主党武装与以色列继续在黎以临时边界一带展开交火。以色列国防军表示，先后有10枚火箭弹飞入黎以临时边界以方一侧，其中一枚击中了谢莫纳镇的一栋建筑。黎巴嫩真主党宣布用地对空导弹击落一架以色列无人机。哈马斯在黎巴嫩的武装人员向以色列发射多枚火箭弹。
数百人冲进俄罗斯达吉斯坦共和国马哈奇卡拉机场，高呼反犹口号，並寻找从以色列特拉维夫起飞的乘客。抗议者与警察在机场发生冲突，至少有60人被捕，超20人受伤。马哈奇卡拉机场被迫关闭。

### 10月30日
以色列总理内塔尼亚胡表示，以色列在加沙地带不會停火，因為停火就意味着以色列向哈马斯投降。美國方面也表示，美方現階段不支持停火。
土耳其-巴勒斯坦友谊医院遭到以色列戰機空襲。

### 10月31日
以色列战斗机空袭了黎巴嫩真主党的一些基础设施，並且炮击黎巴嫩南部边境多个村镇。黎巴嫩境內遭袭后引发山火，山火致多枚地雷爆炸。自衝突爆發以來至當天，真主党向黎以边境沿线40多个以军哨所发动逾80次袭击，超过40名真主党成员在交火中死亡。以军至少有7名士兵死于与真主党的交火。而以色列在加沙地帶地面行动中有11名以军士兵丧生。
也门胡塞武裝向以色列发射了多枚弹道导弹和无人机。以色列国防军称，已在红海摧毁和拦截了多架无人机。
加沙北部贾巴利亚难民营遭到以色列空袭，加沙卫生部称造成50多人死亡，另有150人受伤。卡萨姆旅表示，有七名人质在此次空襲中丧生，其中包括三名外国人。圣城旅和阿克萨烈士旅对以色列国防军發動联合攻击，這是自10月19日以来兩軍首次發動的聯合進攻。
圣城报表示，以军當晚进入杰宁，切断了杰宁市内数个街区的供电，用推土机摧毁了当地居民的房屋，还在多栋建筑物内部署狙击手。
玻利維亞谴责以色列对加沙地带的轰炸并宣布与以色列断绝外交关系，哥伦比亚和智利宣布召回本国驻以色列大使。
美國國防部新闻秘书表示，美國驻伊拉克和叙利亚的基地在最近几天至少遭到27次襲擊。美国決定向中东增派300名美军人员。

## 2023年11月

### 11月1日
以色列国防军发言人丹尼尔·哈加里表示，以色列地面部队已经突破了哈马斯在加沙地带北部的前线防线。
以军在红海地区追加部署多艘舰艇，以应对来自胡塞武裝的威胁。
首批来自加沙地带的受伤人员以及近500名外国护照持有者通过拉法口岸进入埃及。

### 11月2日
哈马斯媒体办公室表示，过去24小时内，以色列对加沙地带杰巴利耶难民营的两次袭击已造成195名巴勒斯坦人死亡，777人受伤，另有120人失踪。
以色列坦克和地面部队向加沙城推进，但遭到哈马斯武装分子的抵抗。以色列方面宣稱已經包圍加沙城。
黎巴嫩真主党武装人员使用制导导弹、火炮和其他武器对以色列“19个阵地”实施了打击，而以色列隨即报复并造成了5人死亡。

### 11月3日
美国国务卿布林肯抵达以色列訪問。布林肯敦促以色列暂时停止对加沙地带的军事攻势，以允许援助进入巴勒斯坦飞地，但以色列总理内坦亚胡表明在所有以色列人质被释放前，拒绝临时停火。
以色列军队证实，以军空袭了加沙市最大医院入口处的一辆救护车，以军表示这辆救护车被哈马斯使用，部分哈马斯武装分子在袭击中丧生。加沙卫生部表示，空袭造成至少15人死亡、60人受伤。世卫总干事谭德塞则对"疏散患者救护车遭到袭击感到非常'震惊'"。
卡萨姆旅與以色列国防军交戰，圣城旅攻擊位於拜特拉希亚和拜特哈嫩的以色列国防军阵地，該武裝还向特拉维夫发射了火箭弹。阿克萨烈士旅在图勒凯尔姆对以色列军队发动攻擊。巴勒斯坦武装分子在杰宁难民营与以色列军队发生冲突。約旦河西岸至少有11名巴勒斯坦人喪生。
洪都拉斯外长宣布召回洪都拉斯驻以色列大使。
真主党领导人哈桑·纳斯鲁拉在黎巴嫩发表讲话，纳斯鲁拉表示阿克薩洪水行動的策划和执行“100%是巴勒斯坦人”，他還表示美国应该对加沙战争负全部责任。
约200名抗议者聚集在美国奥克兰港，阻挡运输船出港，他們認為該運輸船向以色列出口武器。抗議者反对美军向以色列运输武器，并要求以色列在加沙地带停火。
以色列境內的来自加沙地带的巴勒斯坦劳工被驱逐回加沙地帶。联合国方面对以方做法表达忧虑。

### 11月4日
以色列空襲加沙的學校、避难所、医院区和救护车。加沙卫生部表示，贾巴利亚难民营学校遭遇袭击，至少造成15人死亡。巴勒斯坦卫生部长表示，以色列—哈瑪斯戰爭爆发以来，加沙地带已有150名医务人员死亡，27辆救护车被损毁。16家医院和32家诊所由于以军的持续轰炸和缺乏燃料被迫停止服务。世界卫生组织发表声明，谴责3日发生在加沙地带医院附近的袭击。土耳其表示，由于人道主义危机和加沙袭击事件，該國正在召回驻以色列大使。

### 11月5日
以色列对马加齐难民营的袭击造成至少47人死亡，而贾巴利亚难民营则有6人死亡。圣城旅和卡萨姆旅向以色列發射无人机和導彈。加沙地帶通信第三次中断。以色列军队宣布已将加沙地带"一分为二"。卡萨姆旅声称在拜特哈嫩摧毁了以色列国防军的坦克，而且朝特拉維夫發射火箭彈，而聖城旅則向加薩走廊附近的11個城鎮發射了火箭彈。哈马斯武装分子在内特扎里姆西郊伏击以色列国防军。
美国国务卿布林肯抵达拉姆安拉，与巴勒斯坦总统阿巴斯举行会见。这是以色列—哈瑪斯戰爭爆发以来，美国最高级别外交官首次到访约旦河西岸。
以色列於10时至14时再次开放萨拉赫丁公路，供加沙地带平民由北部向南部撤离。截至當天，大约有80万平民撤离至加沙南部。
以色列无人机向黎巴嫩宾特朱拜勒的一辆民用汽车发动袭击，造成4人死亡，其中3人为儿童。黎巴嫩真主党下属军事组织表示，为报复以色列对黎巴嫩平民的袭击，随后對以色列谢莫纳发射了多枚喀秋莎火箭炮。
一名16歲的巴勒斯坦男性在東耶路撒冷持刀攻擊以色列警察，導致兩名以色列警察受傷。以色列軍隊隨即開槍打死該男子。

### 11月6日
巴勒斯坦囚犯协会表示，以色列军队5日夜间至6日凌晨在约旦河西岸逮捕了约50名巴勒斯坦人。以色列安全部队称在东耶路撒冷逮捕了23名涉嫌在抗议活动中使用暴力及在社交媒体上支持恐怖暴力言论的人。加沙地帶方面表示以色列連夜轟炸導致200多人死亡。
约旦皇家空军向位于加沙地带的约旦野战医院空投了医疗物资。
英国驻黎巴嫩大使馆的部分工作人员将暂时撤离。南非宣佈召回所有駐以色列外交官。
也门胡塞武装表示，在过去的几个小时中再次针对以色列境内的多个目标发动了无人机袭击，并导致以色列境内的军事基地和机场暂停运营数小时。
美国國防部表示，自10月中旬以来，美国在叙利亚和伊拉克的目标遭到袭击的次数已上升至38次，共有45人在袭击中受伤。
拉法口岸再度恢復開放，约80名双重国籍人员和17名医疗人员通過拉法口岸撤出加沙地帶，另有48辆救援卡车通過拉法口岸進入加沙地帶。以色列依然拒绝允许水、医院发电机和燃料通過拉法口岸进入加沙地帶。
以色列战机对黎巴嫩真主党目标发动了袭击。
卡萨姆旅声称在特拉哈瓦以南摧毁了以色列国防军的坦克，而且還襲擊了从加沙海岸向内陆推进的以色列部队，向特拉维夫发射了两波火箭弹，又向雷姆军事基地发射了火箭弹。約旦河西岸的巴勒斯坦武装分子与以色列安全部队发生了12次小規模的冲突。
以色列总理本雅明·内塔尼亚胡表示，以色列结束与哈马斯的战事后，将“全面负责”加沙地带安全，“期限不定”。美國總統拜登要求以色列停火3天以便釋放人質，但遭到内塔尼亚胡拒絕。

### 11月7日
阿克萨烈士旅和圣城旅在图勒凯尔姆难民营与以色列国防军发生冲突。以军无人机空袭图勒凯尔姆难民营，造成2名巴勒斯坦青年受伤。以军推土机破坏难民营的主要道路和电线杆，造成部分地区停电。以军在希伯伦北部打死一名巴勒斯坦青年。以色列军队進入拉姆安拉以西的一個城鎮，打伤一名当地青年并抓捕一人。
卡桑旅表示在过去48小时内，全部或部分摧毁了以军的27辆军车，并使用数十枚迫击炮对以军进行打击。以军則表示控制了加沙地带北部的一处哈马斯军事据点。
以色列国防部长加兰特表示，以军地面部队已进入加沙城“中心地带”。以总理内塔尼亚胡再度表示，如果巴勒斯坦武装人员不释放被扣押人员，以方就不会停火。美國方面重申，總統拜登不支持以色列在冲突结束后重新占领加沙地带。
自10月21日以来，共有569辆载有救援物资的卡车通过拉法口岸进入加沙地带，但巴勒斯坦官员称没有一辆卡车到达加沙地带北部地区。埃及红新月会宣布，已通过拉法口岸向加沙地带移交了新一批93辆卡车的紧急人道主义援助物资。

### 11月8日
以色列国防军表示哈马斯已失去对加沙地带北部的控制，而且以色列国防军在一次空袭行动中打死了哈马斯武器制造部门的负责人穆赫森·阿布·齐纳（Mohsen Abu Zina）。在另一次夜间行动中，以军地面部队引导飞机进打死了数名负责火箭弹发射的哈马斯军事小组成员。同時以军空军和地面部队继续打击哈马斯在加沙地带的地下隧道网络。哈馬斯和杰哈德對以色列军队发射反坦克火箭和迫击炮。
G7高级外交官谴责哈马斯，支持以色列的自卫权，并呼吁在加沙“暂停人道主义救援行动”。拉马拉爆發由法塔赫組織的示威，示威群眾谴责以色列轟炸和攻擊加沙地带。
红十字国际委员会表示，由5辆卡车和2辆载有救生医疗用品的车辆组成的车队在加沙地帶遭到袭击。两辆卡车受损，一名司机受伤。
美国国务卿安东尼·布林肯透露，他从以方那裡获知以色列方面不打算重新占领加沙地帶，但可能会有一段“过渡时期”。另外布林肯主張加沙地帶应由巴勒斯坦人来统治。埃及方面表示該國不會暂管加沙地帶。
约有5万名加沙地带居民通過自北向南的安全通道向南撤離。

### 11月9日
美國白宮表示，以色列已經同意從當天起在北加薩每天暂時停火4小時，暫停時間會提前3小時公布，暫時停火期間將不會有軍事行動。在短暫停火期間以色列允許人道主義援助進入加沙地帶北部，同時讓依然留在加沙地帶北部的人群前往加沙地帶南部。以色列国防军表示在加沙地带没有停火，但出于为加沙地带平民提供人道主义援助考虑进行了“战术性局部暂停”，以色列总理办公室同樣表示以军在加沙地带的战斗仍在继续，如果巴勒斯坦武装人员不释放被扣押人员，以方不会停火。以方再次呼吁加沙地带居民向南撤离。
以色列方面表示敘利亞境內的武裝向以色列埃拉特發動無人機襲擊，導致當地的一所學校遭襲。隨即以色列空襲該武裝位於敘利亞的總部。而胡塞武装則表示對埃拉特的遭袭负责。阿克萨烈士旅、卡萨姆旅和圣城旅繼續在約旦河西岸與以色列軍隊小規模交戰。
由法国总统马克龙倡议召开的支援加沙平民国际人道主义会议在巴黎举行。马克龙在会上表示，法国将对加沙的人道主义援助增加到1亿欧元。

### 11月10日
以色列总理内塔尼亚胡再度表示，以军将在加沙战事结束后保持对加沙地带的安全控制。巴勒斯坦总统阿巴斯表示，加沙地带是巴勒斯坦领土不可分割的一部分，不会接受以色列重新占领。
黎巴嫩真主党表示，其7名武装人员遭以色列国防军袭击身亡。以军表示，袭击真主党目标前，以军遭遇无人机袭击。
杰宁附近發生爆炸，阿克萨烈士旅声称对爆炸負責。解放巴勒斯坦人民阵线对以色列发动袭击。

### 11月11日
以色列坦克部队包围包括希法医院在內的加沙地带的三家医院，并在医院周边与巴勒斯坦武装人员冲突。希法医院的通信网络被切断。巴勒斯坦卫生部发言人表示，希法医院因彻底耗尽燃料，陷入停电，医院暂停运营。希法医院有39名婴儿因断电引发的缺氧死亡。不過以色列方面否認围困希法医院，而且表示平民离开医院的通道是畅通的。以色列国防军计划12日帮助希法医院内的婴儿转移。
圣城旅向基蘇菲姆发射火箭弹。卡萨姆旅對以色列南部两个地点發動攻擊。該組織還表示继续与以军在加沙地带交战，而且已经完全或部分摧毁了以军在加沙地带的160多个军事目标，在过去的48小时，该组织就摧毁了25辆以军军车。身份不明的巴勒斯坦武装分子在杰宁省向以色列国防军人员投掷燃烧弹。黎巴嫩境內遭到以色列无人机襲擊。
30多万亲巴勒斯坦人在伦敦中心地带游行，警方逮捕了120多人。大约2万1千人在布鲁塞尔参加了亲巴勒斯坦人的集会，大约1万6千人士在巴黎参加了支持巴勒斯坦人的游行。数千人以色列人聚集在特拉维夫的中央军事总部前抗议，要政府将遭掳走的以色列人质带回来。
黎巴嫩和以色列临时边界发生交火。黎巴嫩真主党总书记哈桑·纳斯鲁拉发表讲话，谴责以色列袭击加沙地带的医院和平民，而且真主党近期加大了对以色列的打击力度。以色列国防部长约亚夫·加兰特警告纳斯鲁拉即将犯下“严重错误”，并表示黎巴嫩民众可能会“陷入与加沙地带民众相同的境地”。以色列總理内塔尼亚胡再度表示，目前以色列接回被扣押的人质是当前的主要任务。除非这些人质回到以色列，否则以色列方面不会停火。另外他還表示哈马斯已经失去了对加沙地带北部的控制，而且军事行动结束之后，以色列国防军将继续对加沙地带进行安全控制，他反对在战后讓巴勒斯坦民族权力机构接管加沙地带。他還警告真主党方面不要误判形势、贸然参战。
阿拉伯-伊斯兰国家领导人联合特别峰会在沙特阿拉伯首都利雅得举行。会议要求打破对加沙地带的围困并立即向该地运送包括燃料在内的人道救援物资。

### 11月12日
世界卫生组织总干事谭德塞表示，世卫组织与希法医院失去联系，对此“深感担忧和恐惧”。欧盟谴责哈马斯用医院当人体盾牌，同時敦促以色列保持克制，以色列有义务保护医院、医疗用品和医院内的平民。
拉法口岸开始重新对外国护照持有者及其家属开放。
巴勒斯坦卫生部长表示，加沙地带35家医院中的23家已完全停止工作。
以军继续攻擊沙提难民营内的哈马斯据点。同时以色列陆军与海军控制与沙提难民营毗邻的码头。真主黨向以色列北部发射火箭弹和迫击炮，造成21名以色列平民和士兵受伤。以色列战機隨後袭击位于黎巴嫩南部的真主党目标。地處約旦河西岸的阿克薩烈士旅對以色列發動攻擊。
黎巴嫩总理呼吁阿拉伯国家向以色列施压，迫使其停止在黎巴嫩南部的攻擊行为。
在过去的不到24小时内，驻叙利亚美军至少遭到4次无人机及火箭弹袭击。晚间，美军对位于叙利亚东部的伊朗伊斯兰革命卫队和相关组织使用的设施进行了数周内的第三次空袭。

### 11月13日
加沙地带卫生部门发言人表示，加沙地带北部医院几乎全部停止服务，仅阿赫利阿拉伯医院能提供“有限的服务”。
以色列国防军宣布，自开展地面军事行动以来，已有44名以色列士兵在加沙地带的军事行动中死亡。
以军控制加沙城内的哈马斯立法委员会大楼。晚上，以色列军队空袭杰巴利耶难民营，造成至少31人死亡。

### 11月14日
以军空襲汗尤尼斯民宅，造成13人死亡。
以色列国防军表示，以战机在过去24小时内轰炸约200个哈马斯的目标。以色列国防军控制了哈马斯位于加沙城的宪兵总部。
胡塞武装对埃拉特发动導彈襲擊，但被以色列防空系统击落。
阿克萨烈士旅和卡萨姆旅在图勒凯尔姆与以色列部队发生冲突。卡萨姆旅又對特拉维夫发动两次袭击。
自战争开始以来，首次有裝載燃料的卡车通过拉法口岸进入加沙地帶。

### 11月15日
以色列國防軍进入希法医院與哈马斯作戰，并敦促医院内的所有哈马斯成员投降。以色列軍方指在希法醫院發現哈馬斯大量軍事裝備。哈馬斯對此否認。哈马斯媒体办公室表示，以军对希法医院的军事行动已导致至少30人死亡，而且以军对许多试图离开希法医院的人进行“现场处决”。以色列国防军表示在醫院至少打死5名哈马斯武装人员。當晚，希法医院院长表示，以军已从医院撤出。
以军攻佔加沙地带北部的一个哈马斯军事基地，並在交火中打死数十名哈马斯武装人员。以军還炸毁哈马斯的议会大楼。卡桑旅表示摧毁了11辆以色列军车。
卡塔尔外交部敦促国际社会对以军袭击加沙地带医疗设施的行为进行调查。声明谴责以色列袭击希法医院公然违反国际法。
以色列国防军要求加沙地带南部汗尤尼斯等城市部分街区的居民立即撤离到避难所。以色列国防军警告任何反以武装组织使用的设施和房屋，都将成为以军的攻击目标。
联合国安理会以12票赞成、0票反对和3票弃权的表决结果通过了一份由马耳他提出的决议草案，該草案呼吁“紧急实施有足够天数的长时间人道主义暂停及走廊”。
加沙地帶的一個清真寺遭襲，造成至少50人死亡。

### 11月16日
以色列总理发言人表示，在消灭加沙地带北部的哈马斯后，以军将前往加沙地带南部作戰。
以色列總統赫爾佐格表示，加沙衝突結束後，以軍仍可能要部署軍隊在加沙，防範哈馬斯捲土重來。
以色列国防部长表示，以军已完全占领加沙城西部地区，行动进入“下一阶段”。
圣城旅表示对以色列发动了火箭彈袭击。哈马斯表示对东耶路撒冷附近的以色列检查站发动的袭击负责。
以色列国防军表示在希法医院内发现了一条长约55米、深约10米的哈马斯隧道。但這一說法遭到加沙卫生部长否認。

### 11月17日
以色列国防军在杰宁与圣城旅和阿克萨烈士旅发生冲突。

### 11月18日
巴勒斯坦卫生部表示，聯合國在贾巴利亚难民营設立的学校遭到以色列国防军袭击，造成200多人死亡。
巴勒斯坦武裝人员在图巴斯向以色列軍隊投掷简易爆炸装置。以色列对巴拉塔难民营發動无人机袭击。

### 11月19日
有五個國家要求国际刑事法院对“巴勒斯坦国的局势”进行调查。
以色列国防军公布一段监控录像称，在10月7日哈马斯袭击以色列当天，就将人质转移至希法医院。
世界卫生组织表示，希法医院31名早产儿被安全转移。
一艘以色列汽车运输船在红海被胡塞武装分子劫持。

### 11月20日
以色列国防军的戰鬥機在空袭加沙地带期間炸死了三名哈马斯指揮官。
卡萨姆旅武装分子向特拉维夫发射了一枚火箭弹。
傑哈德武裝分子在杰里科附近与以色列部队发生冲突。
由於不滿南非关于巴以冲突的表态，以色列外交部2宣布召回该国驻南非大使。

### 11月21日
联合国近东巴勒斯坦难民救济和工程处表示，自10月7日以来，加沙地带近170万人流离失所，近东救济工程处104名员工丧生。
已有1268辆载有救援物资的卡车通过拉法口岸进入加沙地带。
兩名記者在黎巴嫩靠近以色列的邊境遭到以軍攻擊喪生。自從開戰以來，已有逾50名記者殉職。此外黎以邊境已有真主黨逾70名士兵、13名黎巴嫩平民、7名以軍、3名以色列平民死亡。
以色列總理尼坦雅胡決定接受一項讓遭擄人質獲釋的協議。
南非议会通过一项与以色列暂停外交关系并关闭以色列驻南非大使馆的提案。直至以色列同意停火并参加由联合国主导的谈判。这项提案对政府不具有法律约束力。
以色列襲擊巴拉塔难民营後，有身份不明的巴勒斯坦民兵攻擊以色列军队。

### 11月22日
以色列政府決定與哈马斯達成交换被扣押人员协议。哈马斯将释放至少50名妇女和儿童，以换取以军在加沙地带停火4天。以色列釋放150名巴勒斯坦妇女和未成年人。不過释放行动将不会在24日之前进行。
以色列国防军表示，以军已经占领了哈马斯加沙北部旅的总部。
联合国近东巴勒斯坦难民救济和工程处自10月7日以來首次在汗尤尼斯向流离失所的民众发放自埃及运入的面粉。
巴勒斯坦武裝人員在图勒凯尔姆与以色列军队发生冲突。
美军对伊拉克首都巴格达附近的人民动员组织一处设施发动空袭，造成8人死亡、4人受伤。

### 11月23日
22日夜间至23日上午，以色列对加沙地带繼續轰炸，造成数十人死亡、多人受伤。巴勒斯坦通讯社称，这是10月7日巴以冲突爆发以来最暴力的一轮袭击。
由於希法医院院长和該醫院的工作人員被以色列军队逮捕，加沙卫生部暂停希法医院的人員撤离工作。
加沙卫生部表示，杰巴利耶难民营內一所联合国開辦的学校遭到以色列袭击，造成27人死亡。
以色列国防军和辛贝特表示哈马斯海军部队的指挥官被战斗机炸死。

### 11月24日
上午7时，哈马斯和以色列在加沙地带的停火协议正式生效。哈马斯释放了24名人质，其中包括13名以色列人、10名泰国人和1名菲律宾人。以色列释放了39名巴勒斯坦囚犯。又有一批卡车通过拉法口岸进入加沙地帶。
以色列国防军在加沙地带上空投放传单，警告民众不要返回位于加沙地带北部的家中。以色列军队士兵還向一些试图返回加沙地带北部的民众开枪，造成2名巴勒斯坦人死亡，11名巴勒斯坦人受伤。
西班牙首相佩德罗·桑切斯與比利時首相抵達拉法口岸。西班牙首相谴责以色列不分青紅皂白殺害巴勒斯坦人。以色列總理内塔尼亚胡不滿西班牙以及比利時首相的言論。以色列外交部長宣佈召见西班牙和比利时駐以色列大使。
以色列亿万富翁拥有的一艘悬挂马耳他国旗的集装箱船在印度洋疑似遭到伊朗无人机的攻擊。

### 11月25日
两名被指控为以色列间谍的男子在图勒凯尔姆難民营被殺死。
卡桑旅表示，由于以色列方面未能遵守此前承诺，卡桑旅决定推迟释放第二批被扣押人员。以色列军方发言人表示，以色列方面完全遵守双方此前达成的停火协议。以色列方面還表示如果哈马斯在26日凌晨前不释放第二批被扣押人员，以色列将恢复在加沙地带的地面军事行动。最終哈马斯释放了13名以色列人质和4名泰国人质。以色列释放了39名巴勒斯坦囚犯。
胡塞武装分子被懷疑扣押了一艘以色列拥有、悬挂马耳他国旗的货轮。
杰哈德聲稱襲擊了位於杰宁的以色列军队。以军則在杰宁進行軍事行動，造成2名巴勒斯坦人死亡、7人受伤。

### 11月26日
以色列对约旦河西岸發動袭击，造成6名巴勒斯坦人丧生。
哈马斯又释放了17名人质，其中包括14名以色列人和3名泰国人。以色列同時释放了39名巴勒斯坦青少年囚犯。
索馬里海盜被懷疑在亞丁灣扣押了中央公园号（Central Park），这是一艘悬挂利比里亚国旗而且与以色列有關的船只。美国军队隨即從武装分手中解救中央公园号，之後胡塞武裝又向位於也门附近的美国驱逐舰发射导弹。
以色列空袭叙首都大马士革国际机场和大马士革郊区部分地点，致使大马士革国际机场停止运营。
以色列国防军在红海上空拦截了一架无人机。
以色列總理内塔尼亚胡前往加沙地带慰問以色列士兵和指挥官。

### 11月27日
卡塔尔官员表示以色列和哈马斯同意将休战延长两天。
哈马斯释放了11名以色列人质，以色列则释放了33名巴勒斯坦囚犯。
马斯克与德国总统访问以色列遭哈马斯袭击地区。马斯克原则上同意只有在以色列通信部批准下，星链设备才能在加沙地带使用。
巴勒斯坦民兵在杰宁与以色列军队发生冲突。

### 11月28日
哈馬斯釋放了10名以色列人质和一只宠物狗、两名泰国人。以色列釋放了30名巴勒斯坦囚犯。

### 11月29日
以色列国防军宣布，以军在加沙地带击毙了三名违反停火协议并对以军构成威胁的武裝分子。
以色列士兵在杰宁开枪打死四人，其中就包括两名青少年。
哈马斯释放了16名人质，以色列則释放了30名巴勒斯坦囚犯。傑哈德表示他們也釋放了一些人質。

### 11月30日
哈馬斯和以色列同意将加沙地带人道主义临时停火协议延长一天。哈马斯同時释放了八名人质。以色列則释放了30名巴勒斯坦囚犯。
两名巴勒斯坦人在西耶路撒冷的一个公共汽车站开枪，造成3人死亡，16人受傷。凶手隨即被警察擊斃。
約旦河西岸猶太人定居點附近的一个检查站遭到汽车撞击，两名以色列士兵受轻伤。汽車司机隨後被擊斃。
西班牙首相桑切斯表示，他“严重怀疑”以色列是否遵守国际人道主义法。他在加沙地带看到的情况是“不可接受的”。以色列隨即决定召回该国驻西班牙大使。
沙特媒体表示，胡塞武装控制的萨那一個军火库遭到以色列空袭。胡塞武装的官员否认了这一报道，他声称遭到襲擊的只是一个加油站。
阿克萨烈士旅对盖勒吉利耶、图巴斯和图勒凯尔姆的以色列军队发动袭击。

## 2023年12月

### 12月1日
停火协议原本至當天上午7点截止，但在结束的前一小时，以色列表示拦截了一枚从加沙地帶发射的火箭弹。停火協議到期後以色列恢复了在加沙地帶针对哈马斯的作战行动，战机繼續轰炸加沙地帶。停火协议到期后不到两小时，以色列空袭袭击了至少8所房屋，造成35人死亡，数十人受伤。汗尤尼斯一座大型建筑遭以色列空襲摧毀。加沙卫生部声称，自以色列恢復空襲以来已有180多人死亡。以色列方面证实，被扣押在加沙地帶的6名人质死亡。
尼里姆附近的以色列軍隊遭到迫击炮袭击，造成5名以色列士兵受傷。
哈马斯声称向特拉维夫发射了火箭彈。杰哈德还声称向西耶路撒冷和其他以色列城市发射了火箭彈。纳布卢斯附近的一支以色列国防军巡逻队遭到襲擊。
人道主义援助物资和燃料無法通過拉法口岸进入加沙地带。
拜登政府決定对在约旦河西岸参与暴力行为的以色列“极端主义定居者”实施签证禁令。
以色列將巴勒斯坦领土上的一名联合国高级官员驅逐出境。

### 12月2日
自從衝突再度爆發以來，以色列轰炸了加沙地帶数百个目标，以色列對加沙地帶的空襲造成近200人死亡。
以色列对叙利亚首都大马士革附近进行了空袭。
摩萨德負責人表示，由於仍然有女性和儿童人质未被哈马斯释放，以色列方面決定退出在卡塔尔多哈举行的谈判。
以色列国防军表示，他们在一次空袭行動中炸死了哈马斯的指挥官。
以色列国防军在贾巴利亚進行地面行動，杀死了哈马斯士兵并摧毁了哈馬斯一段地下隧道和地下室。杰巴利耶难民营遭到以色列空袭，造成至少100人死亡。
以色列总理内塔尼亚胡表示，以军将扩大在加沙地带的地面行动，直到实现所有目标。
停火结束后第一批援助卡车进入加沙地帶。
联合国近东巴勒斯坦难民救济和工程处表示，位于加沙地带的避难所內已居住超过一百万人。自10月7日以来联合国近东救济工程处在加沙地带已有111名员工丧生。
以黎边境出現交火。真主党称其一名武装分子被杀。
巴勒斯坦武装分子对以色列发动25次袭击。以色列国防军在约旦河西岸的五个城镇与巴勒斯坦武裝人员发生冲突。

### 12月3日
卡尼號驅逐艦擊落兩架胡塞武裝無人機。有三艘商船在曼德海峽遭到胡塞武裝無人機襲擊。
以軍宣布將地面行動擴大至整個加薩走廊。同時以軍在汗尤尼斯展開地面軍事行動。
哈馬斯聲稱，以軍過去24小時對加薩走廊的襲擊已造成至少700名巴勒斯坦人死亡。
伊宰·丁·卡桑烈士旅向特拉维夫發射火箭彈，解放巴勒斯坦人民陣線向以色列南部發射火箭彈，阿克薩烈士旅聲稱對約旦河西岸的三起襲擊負責。

### 12月4日
以軍一名高級官員表示，自衝突爆發以來以軍已經消滅了5000多名武裝分子。
解放巴勒斯坦人民陣線和卡薩姆旅向以色列南部和特拉维夫發射火箭彈。阿克薩烈士旅在約旦河西岸與以軍發生衝突。

### 12月5日
以色列军队在希伯倫附近殺死2名巴勒斯坦人，3人受傷。
以色列國防軍開始進攻加薩地帶南部。以色列國防軍報告稱，以军已进入加沙地带地面军事行动的“第三阶段”。其士兵已抵達汗尤尼斯和賈巴利亞市中心。
卡西姆旅对以色列发动六次火箭彈袭击。以色列军队突袭杰宁难民营，巴勒斯坦武裝分子在伯利恒引爆炸彈。

### 12月6日
以色列拦截了一枚从也门发射的导弹。美国卡尼号航空母舰在红海南部上空击落了一架胡塞武裝无人机。以色列官员称，哈马斯在加沙地带的一半的中层指挥官都被以色列国防军击毙。
以色列总理内塔尼亚胡当表示，以色列军队包围了叶海亚·辛瓦尔位于加沙地带的一处住所。不过内塔尼亚胡暗示辛瓦尔可能不在住所中。同時以色列方面表示已經包圍了汗尤尼斯並且首次在汗尤尼斯中心地带开展军事行动。
卡桑旅表示在汗尤尼斯和拜特拉希亚炸毁23辆以军军车，造成6名以军士兵伤亡。巴勒斯坦武裝向以色列南部发射火箭弹。

### 12月7日
以色列當天共袭击超过450个加沙地带目标。以色列军方通报，来自黎巴嫩方向的一枚反坦克导弹导致以色列北部一名平民死亡。
加沙地带卫生部门发言人表示，以战机继续轰炸加沙地带多个地区，过去24小时共造成350人死亡、1900人受伤。
伊朗支持的敘利亞民兵向以色列发射了两枚火箭彈。

### 12月8日
以色列军队空袭加沙地带中部努塞拉特难民营的一座民宅，造成5人死亡。巴勒斯坦红新月会表示，以色列袭击了汗尤尼斯一家医院附近的一所房屋，造成数十人死亡。巴勒斯坦卫生部表示，以色列军队当天在图巴斯打死6名巴勒斯坦人。卡薩姆旅向特拉维夫发射了三枚火箭弹，圣城旅向以色列南部发射了四枚火箭弹。
以军表示为报复7日戈兰高地遭到火箭弹袭击，以军袭击了叙利亚境内的多个目标。為回击以色列北部遭到来自黎巴嫩的导弹袭击，以军还在7日夜和8日早晨袭击了黎巴嫩南部的目标。
聯合國近東巴勒斯坦難民救濟和工程處專員表示，已有133名聯合國工作人員遇難。
阿拉伯联合大公国向联合国安全理事会提出要求以色列和哈玛斯在加萨走廊立即人道主义停火。联合国安全理事会就此表決。美国投了否决票，英国则投弃权票，另外13个理事国投赞成票。
美国驻伊拉克大使馆以及美國駐叙利亚和伊拉克的美军基地遭到多轮火箭弹和无人机袭击。这是以色列—哈瑪斯戰爭爆发以来，美军在中东地区遭袭次数最多的一天。自10月17日以来，驻伊拉克和叙利亚的美军至少遭到了84次袭击。美国則至少在伊拉克打死了15名武装分子，在叙利亚打死了7名武装分子。

### 12月9日
胡塞武装表示所有驶往以色列的船只都将成为胡塞武裝攻擊的目标。以色列總理内塔尼亚胡向美國总统拜登表示，如果美国不对胡塞武装采取军事行动，那麼以色列将对胡塞武装采取军事行动。
美国国务院批准向以色列出售14000发坦克弹药。
阿克萨烈士旅和解放巴勒斯坦民主阵线从加沙地帶向以色列南部发射火箭弹。
一艘法国护卫舰在红海上空击落了两架从也门发射的无人机。

### 12月10日
以色列飞机空袭汗尤尼斯附近以及汗尤尼斯与拉法之间的道路。
以色列炮兵部队首次进入加沙地帶作戰。以色列的坦克攻入汗尤尼斯。
卡萨姆旅和圣城旅分别向加沙地带附近的以色列军事基地发射火箭弹。巴勒斯坦武裝在纳布卢斯周邊攻击以色列军队，在图巴斯和希伯伦与以色列军队交火。以色列军队在约旦河西岸逮捕了21名巴勒斯坦人。
塞浦路斯安全部队逮捕了两名伊朗人，塞浦路斯方面指控他们密谋在塞浦路斯暗杀以色列人。

### 12月11日
以色列总理本雅明·内塔尼亚胡表示，数十名哈马斯武裝人員已投降。哈马斯则否認，并表示已摧毁了180辆以色列军车。
哈马斯向以色列中部发射火箭弹，造成一人受伤。
约旦河西岸爆發大規模抗議，許多巴勒斯坦人不滿以色列轰炸加沙地带，学校、商店和政府办公室同時罷工。
以色列方面强调整个加沙地带北部地区已全部成为战区，要求这些地区的所有居民尽快向南部撤离。同時汗尤尼斯也被以军列入战区。
卡萨姆旅向特拉维夫发射了两枚火箭彈。解放巴勒斯坦民主阵线向以色列一個軍事基地發射迫擊炮。
胡塞武装分子对一艘挪威油轮發射火箭彈。胡塞武裝表示该油轮的目的地是以色列的码头，但是其船东表示，當時该油輪的目的地是意大利。

### 12月12日
以色列国防军表示，在加沙地帶阵亡的以色列士兵中，有超过十分之一的士兵是被友军誤殺，还有一些人是因意外死亡。
以色列對杰寧發動無人機襲擊，造成六名巴勒斯坦人死亡。
美國總統拜登表示，以色列因「無差別」轟炸加薩走廊，造成大量平民傷亡，正在失去全球支持。他還表示以色列總理尼坦雅胡應該改變他的強硬派政府。
以色列国防部长加兰特透露，以色列军队正在加沙地带深入地下行动。以军同時开始向加沙地带的哈马斯隧道灌注海水。
联合国大会召开紧急特别会议，153个国家支持、10个国家反对和23个国家弃权的投票结果通过一项要求在加沙地带立即实现人道主义停火的决议。
以色列国防军第13营士兵在加沙市郊区搜查建筑物时遭到哈马斯袭击，造成七名士兵和两名高级指挥官丧生。

### 12月13日
联合国近东巴勒斯坦难民救济和工程处在加沙地带设置的避难设施内，流离失所者已达130万人。

### 12月14日
一艘悬挂香港旗幟的马士基輪船遭到胡塞武装导弹袭击。
包括四名哈马斯成员在内的七人因计划袭击欧洲各地的犹太人机构而在丹麦、德国和荷兰被捕。
以色列议会以59票赞成、44票反对的表决结果通过了一笔價值259亿谢克尔的追加战争预算。
以色列军队空袭拉法多处建筑，造成至少27人死亡。
以色列国防部长表示，以哈战争将持续几个月以上。白宫发言人表示美国希望以哈战争尽快结束。美国国家安全顾问杰克·沙利文向以色列总理本雅明·内塔尼亚胡表示，美國方面希望以哈战争降低強度。

### 12月15日
以色列国防军发言承認以军在加沙地带北部开展军事行动期间，误将三名以方人质击杀，以色列国防军对此负有责任。
位於汗尤尼斯南部的学校和住宅遭到炮击，造成至少17人死亡、数十人受伤。
卡桑旅向耶路撒冷发射多枚火箭弹，是耶路撒冷自10月30日以来首次成为袭击目标，以色列启动铁穹防御系统拦截。
以色列内阁批准重开凯雷姆沙洛姆口岸。
胡塞武装发射的导弹击中了红海曼德海峡的两艘货轮。
截至當天，保護記者委員會表示，自10月7日衝突爆發以來，至少有64名記者和媒體工作者在加薩走廊遇害。大多數殉職記者是巴勒斯坦人，另有4名以色列與3名黎巴嫩記者遇害。還有13名記者受傷，13人失蹤，19人被捕。

### 12月16日
英国一艘驱逐舰在红海上空击落一架无人机。美国驱逐舰則在红海击落14架从也门发射的无人机。胡塞武装宣称对埃拉特的多个目标发动了跨境无人机袭击。
卡塔尔和以色列官员就巴以冲突双方重启停火谈判举行会谈。
以色列空袭拉法，造成包括一名法国人在內的11人死亡。法国外交部谴责这次袭击。

### 12月17日
以色列国防军表示發現了一條长约2.5公里的哈马斯地道。
加沙卫生部表示，以色列襲擊贾巴利亚难民营，導致90名巴勒斯坦人丧生。以色列总参谋长表示，以色列军队在加沙地帶俘虏了1000多人。
东方海外表示由於該公司的一艘貨船在红海遭到胡塞武装袭击，於是暂停与以色列有關的所有业务。
联合国近东巴勒斯坦难民救济和工程处总干事表示，以色列的袭击造成加沙地带60%以上的基础设施被毁，90%以上的人口流离失所。
卡桑旅等巴勒斯坦武裝对以色列南部发动火箭彈袭击。

### 12月18日
BP決定該公司的輪船暫停駛往红海。
美国宣布成立一支由英国、巴林、加拿大、法国、意大利、荷兰、挪威、塞舌尔和西班牙组成的多国部队，负责保护途徑红海的船只免受胡塞武装的袭击。
以色列國防軍表示已經完全控制拜特哈嫩。
一個支持以色列的黑客组织表示为了回应伊朗及其的代理人的侵略而對伊朗加油站系统发起袭击，導致伊朗全國的加油站暂时停止燃料供应。

### 12月19日
以色列中部遭到火箭彈襲擊。
以色列国防军空襲贾巴利亚难民营，造成至少13名巴勒斯坦人死亡，多人受伤。以色列空襲拉法，造成至少29名巴勒斯坦人死亡。加沙市发生爆炸，造成数十人死亡。

### 12月20日
马来西亚禁止悬挂以色列国旗的船只入境，并不再允許以色列最大航运公司ZIM在該國開展業務。
以色列军方表示在加沙市中心发现了一个哈马斯指挥中心。

### 12月21日
以色列国防军宣布，該國的第99师完成了在加沙城南部的軍事行动，并开始将行动范围扩大到加沙地带中部，第39师也完成了在谢贾亚的军事行动。
以色列国防军发言人表示，自12月1日停战结束以来，已有2000多名哈马斯成员丧生。以军還表示摧毁了哈马斯在加沙城的地下隧道网络。
联合国报告称，加沙地帶至少有超過50万的人（占加沙地帶人口的四分之一）正在挨饿。世卫组织則表示加沙地帶北部最后一家医院关闭。
阿克萨烈士旅表示對以色列国防军發動袭击。身份不明的巴勒斯坦武装分子對貝特伊利特發動襲擊。

### 12月22日
以色列军方宣布，在加沙地带南部的拉法市部分区域实行“人道主义暂停”，即在拉法西部地区暂时停止军事活动。声明还要求加沙地帶中部多个区域居民立刻向南撤离，前往代尔拜拉赫避难所。以色列国防军发言人表示，以色列国防军几乎完全控制加沙地带北部。
以军对加沙地带北部杰巴利耶难民营发动袭击，造成16人死亡、50人受伤。加沙城一栋建筑遭到以色列空袭，导致76人死亡。加沙卫生部表示，以军在过去48小时对加沙地带的袭击共造成390人死亡、734人受伤。
联合国安理会通过决议，要求允许人道主义援助安全和不受阻碍地进入加沙地带。聯合國秘書長古特雷斯表示，已有136名联合国同事在加沙地帶被杀害。

### 12月23日
印度海岸附近一艘以色列商船遭到一架无人机袭击，襲擊引发火灾。途徑紅海的兩艘輪船遭到胡塞武装無人機襲擊。
以色列国防军的伊夫塔预备旅在加沙城南部打死了数十名武装分子。
加沙卫生部表示贾巴利亚难民营发生殺戮事件，数十名平民在街头“被处决”。而且在过去24小时内，共有201人死亡。加沙政府媒体办公室表示，以色列国防军在加沙城处决了137名平民。
以色列宣布有五名以色列国防军士兵在加沙地帶陣亡，以色列士兵总死亡人数达到144人。以军還宣布，已杀死负责武器采购和制造事務哈马斯负责人；另外在过去几周，以军在加沙城南部展开军事行动，摧毁了连接哈馬斯设施的地下隧道以及武装人员藏匿的建筑物。
卡桑旅表示由于受以色列的空袭影響，5名以色列人质失蹤。
拉布恩号驱逐舰击落了四架从也门胡塞武装控制区发射的无人機。

### 12月24日
加薩衛生部表示，以色列對一處難民營的住宅發動空襲，導致至少70人喪命。以色列又空襲汗尤尼斯，造成23人死亡。
联合国难民署表示自10月7日以来有142名员工在加沙地带遇难。
以色列方面表示又有10名以色列国防军士兵陣亡，自12月23日以来共有15名以色列国防军士兵陣亡，使得以色列入侵加沙地帶以來的陣亡人数达到154人。以色列方面还声称打死了哈马斯的补给负责人。以色列国防军還表示打击黎巴嫩真主党目标。此前来自黎巴嫩的火箭弹袭击了以色列北部的多个社区。

### 12月25日
以色列宣布又有两名以色列国防军士兵在加沙地帶陣亡，這使得以色列在加沙地帶的陣亡人数达到156人。以色列總理内塔尼亚胡来到加沙地帶北部慰问士兵。
以色列在大马士革郊外发动空袭，炸死了伊朗伊斯兰革命卫队高级指挥官兼高级顾问赛义德·拉齐·穆萨维。
美軍軍事基地在伊拉克北部遭到袭击，造成三名美国士兵受伤。
加沙卫生部表示，在过去24小时内，至少有250名巴勒斯坦人在以色列对加沙地带的袭击中丧生。
以色列外交部长指责联合国“虚伪”，声称联合国“配合哈马斯宣传”。以色列外交部长宣布以色列外交部不会延长一名联合国工作人员的签证，并将拒绝另一名联合国工作人员的签证申请。
以色列南部地区遭到火箭弹袭击。以色列数十架以战机袭击了加沙地带南部100多个哈马斯的军事目标。

### 12月26日
美军空袭伊拉克境内一个什叶派组织和其他组织使用的三个无人机设施，造成至少1人死亡，24人受伤。
以色列表示又有5名士兵在加沙地帶陣亡，以色列国防军在加沙地帶的陣亡人数达161人。加沙卫生部宣布，在过去的24小时内，加沙地帶有241名巴勒斯坦人在以色列的袭击中丧生。
胡塞武裝对以色列港口城市埃拉特以及红海的一艘商船發動无人机袭击。
伊克利特一座希腊东正教教堂遭到真主党导弹袭击，導致一名平民受伤，以军士兵前往营救时遭到真主党的反坦克导弹袭击，導致9名士兵受伤。
巴勒斯坦红新月会位于汗尤尼斯的总部遭到炮击。
印度海军宣布在阿拉伯海部署三艘导弹驱逐舰。

### 12月27日
以色列宣布三名士兵在加沙地帶阵亡，以色列国防军陣亡人数增至164人。
加沙卫生部宣布，在过去24小时内，加沙地帶有195名巴勒斯坦人在以色列的袭击中丧生。汗尤尼斯一醫院遭到以色列襲擊，至少造成20人死亡。

### 12月28日
欧洲-地中海人权监测组织表示，自10月7日以来，共有29124名巴勒斯坦人在加沙地带丧生。其中包括11422名儿童和5822名妇女。
以色列空袭黎巴嫩賓特朱拜勒一栋民用建筑，造成3名澳大利亚人死亡。
以色列军方首次承认误袭难民营造成平民死亡。

### 12月29日
哈马斯媒体办公室的统计，自10月7日以哈戰爭爆发以来，已有106名记者和媒体工作者在加沙地带丧生。
以色列空襲努塞拉特难民营，至少造成20名巴勒斯坦人死亡。
美国国务卿布林肯绕过国会，批准向以色列出售155毫米炮弹及相关设备，总售价估计为1亿4750万美元。
南非向国际法院提起诉讼，指控以色列在加沙地帶對巴勒斯坦人实施种族灭绝。

### 12月30日
以色列空襲阿布凱馬勒，造成23名亲伊朗民兵死亡。以色列又空襲奈拉布軍用機場周邊，炸死四名伊朗支持的民兵。
内塔尼亚胡表示，以色列必须控制埃及和加沙地带之间的边境走廊，並确保该地区非军事化。
阿布·阿里·穆斯塔法旅表示，一名人質被以色列炸死。
以色列空袭阿兹扎韦达，造成12名巴勒斯坦人丧生。
美国海军击落了两枚从也门胡塞武装控制地区发射的反舰弹道导弹。

### 12月31日
胡塞武装的三艘船只被美国直升机击沉，造成至少10人死亡、两人受伤。
以色列空袭加沙地帶中部，造成至少35人死亡。
以色列从加沙地带撤出五个旅。